# Mašhad
Mašhad (zastarale též Mašchad, persky مشهد) je druhé největší město v Íránu, správní centrum provincie Chorásán Razaví a také jedno z posvátných (poutních) míst šíitského islámu. Nachází se asi 850 km východně od hlavního města Teheránu ve výši cca 985 m n. m.. Údolím, kde leží, protéká řeka Kášáf. 
Mašhad je jedním s nejrychleji se rozvíjejících sídel v Íránu, již v druhé dekádě 21. století překročil počet obyvatel města 3 miliony. V roce 2016 v městské aglomeraci Mašhadu bylo zaregistrováno 3 372 660 obyvatel.
Do Mašhadu každoročně zavítají zhruba dva miliony poutníků, aby navštívili hrob osmého imáma Alího al Rezy, jediného z dvanácti šíitských imámů, který je pohřben v íránské půdě. Město má železniční spojení s Teheránem a vlastní letiště – je zde také univerzita. Pro oblast Mašhadu je charakteristické především zemědělství, hlavním produktem je vlna, z níž se vyrábějí proslulé perské koberce.

## Přírodní podmínky
V Mašhadu ležícím na severovýchodě Íránu poblíž hranic s Turkmenistánem (pohoří Kopet Dag) bývá velmi proměnlivé počasí, od suchých období až po dny s vydatnými srážkami (přívalové deště). V zimě je často velmi chladno, výjimkou nejsou ani sněhové bouře, kdy je celá oblast odříznuta od okolního světa. Nejmírnější klima je zpravidla na podzim.

## Historie

Nádir Šáh, který učinil z Mašhadu hlavní město Persie

Mašhad (Místo mučednictví) byl založen kolem roku 823 v oblasti, kde předtím stála vesnice Sánábád. Jeho arabské pojmenování odkazuje na imáma ar-Rezu, který zde byl na příkaz chalífy al-Ma'múna podle pověsti v roce 818 otráven. Al-Ma'mún zde dal zřídit mauzoleum pro svého otce Hárúna ar-Rašída, který v Sánábádu rovněž zemřel, a v něm povolil pohřbít i ar-Rezu. Brzy sem začali proudit zbožní šíité a z lokality se stalo vyhledávané poutní místo. Byla postavena svatyně ke cti mrtvého imáma, jež je dnes po četných přestavbách jednou z nejvýznamnějších sakrálních památek celého Íránu.
V roce 1220 vyplenili Mašhad Mongolové, ale město se ze zkázy poměrně rychle vzpamatovalo a za Timúrovců a Safíovců zažilo nový rozkvět – hospodářský i kulturní. Po nástupu Nádira Šáha, panovníka původem z Chorásánu (1736–1747), se Mašhad stal nakrátko hlavním městem Persie a sídlem afšárovských šáhů. Nádir Šáh zde dal zřídit svou hrobku, přestavěl svatyni a celkově podporoval rozvoj aglomerace.
Ačkoli město bylo vždy převážně muslimské, žily v něm i různé náboženské menšiny, zejména početná židovská komunita. V roce 1839, již za vlády nové dynastie Kádžárovců, jež přenesla hlavní město do Teheránu, byli židé násilně obráceni na islám a stali se z nich "nováčci ve víře" (džadíd al-islám). Navenek museli zachovávat muslimské zvyky, ve skutečnosti však mnozí z nich dál tajně vyznávali náboženství svých předků.
Ve 20. století se město nerušeně rozrůstalo a bombardování ruskými vojsky během perské konstituční revoluce (1912) zůstalo jen epizodou. V nedávné době politickou atmosféru v Mašhadu silně rozjitřily masové demonstrace z května 1992 (proti nařízení strhnout všechny nelegálně postavené domy) a pumový atentát v posvátném okrsku, při němž 20. června 1994 přišlo o život 26 lidí.

## Pamětihodnosti

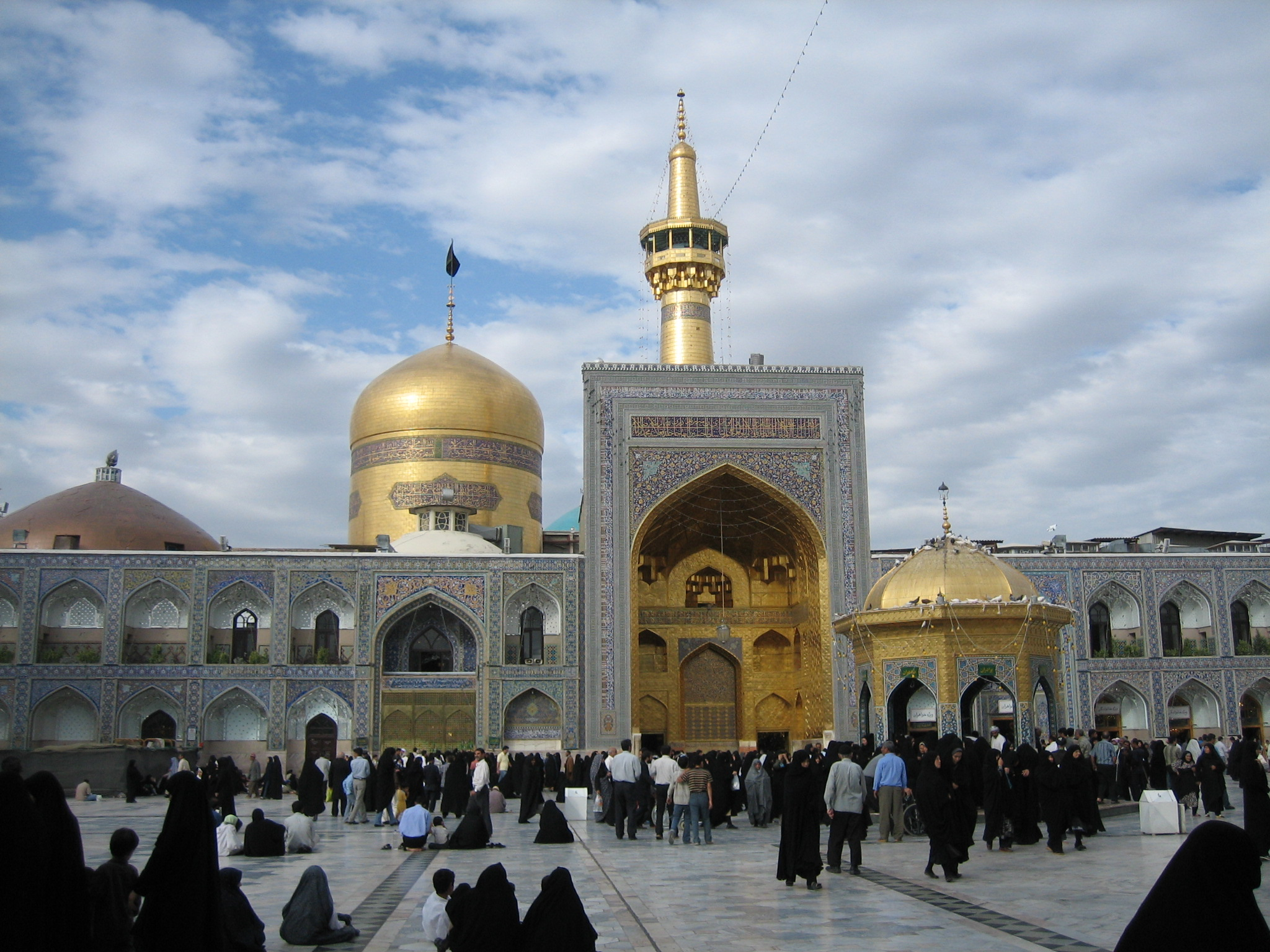
Svatyně imáma Rezy

Nejvýznamnější památkou Mašhadu je posvátný okrsek imáma al Rezy, ležící na křižovatce čtyř hlavních komunikací ve východní části města. Jeho počátky spadají již do dob chalífy al-Ma'múna a jeho nástupců, za Mahmúda z Ghazny (proslulého mecenáše umění) byl soubor staveb v roce 1009 upravován a později ozdoben kachlemi. Po těžkých poškozeních během ničivého vpádu Mongolů, kteří vyplenili celý Mašhad, dal jeden z Čingischánových potomků, ílchán Öldžejtü (1304–1316), chrámový komplex zrekonstruovat. Zhruba dnešní podobu získal prostor za vlády Timúrovce Šáhrucha a jeho zbožné manželky Góharšád v 15. století.
Svatyně sestává z více než dvaceti samostatných staveb, počítaje v to dvě mešity, několik medres a bývalý karavanseraj. Je zde řada nádvoří (největší se nazývá Staré), monumenální vstupní haly (ívány), pozlacené kupole a minarety. Nejnavštěvovanějšími objekty jsou Mauzoleum imáma ar-Rezy se vstupním, tzv. Zlatým ívánem a Góharšádina mešita z 15. století.
Severozápadně od svatyně, u křižovatky ulic Chejábán-e ájatolláh Šírází a Chejábán-e Ázadí, se nachází Mauzoleum Nádira Šáha s hrobkou, kryptou a malým muzeem. Betonová stavba z šedesátých let 20. století je opatřena mohutným podstavcem, na němž se vypíná Nádirova jezdecká socha ve velitelské pozici.

## Doprava

### Letiště
V Mašhadu je mezinárodní letiště (letiště Mašhad), sloužící k vnitrostátní i mezinárodní dopravě, většina letů se však orientuje na sousední či muslimské země, což souvisí s poutnickým charakterem města v rámci světového šíitismu.

### Železnice

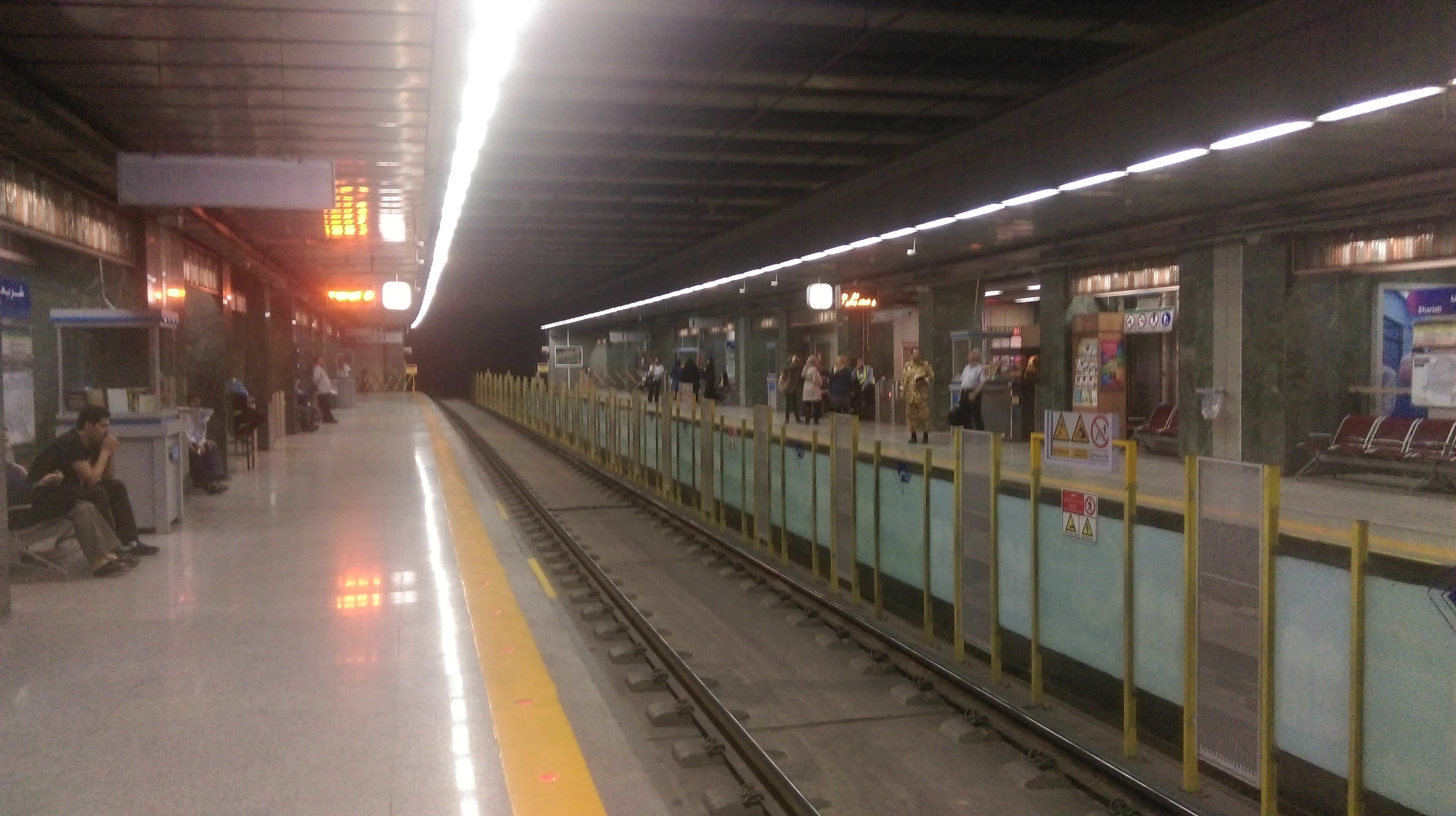
Stanice metra Šariati

Mašhad je denně obsluhován jak lokálními, tak regionálními, inter-regionálními a inter-regionálně-expresními vlaky, které ho spojují s nejbližším okolím a zbytkem země. Je na třech významných vlakových linkách a to Teherán-Mašhad, která spojuje Mašhad s hlavním městem země, Mašhad-Bafq, ta spojuje Mašhad s jihem a Mašhad-Sarachs. Sarachs je na hranicích s Turkmenistánem, proto přes něj jezdí některé nákladní vlaky směrem na Uzbekistán a Kazachstán. V prosinci 2016 vyjela linka také z Nachičevanu, města v Ázerbájdžánu.
Spoje, ať už linkové nebo nákladní, jsou zde poskytovány společnostmi RAJA Rail Transportation Co., Joopar Co. a Fadak Trains Co.

### Mashhad Urban Railway
Metro Mashhad Urban Railway Corporation (MURCO) je společnost konstruující dopravní systém pro Mašhad sestávající z dopravních jednotek jako je metro, light rail (obdoba rychlodrážní tramvaje), light metro nebo urban rail. Systém (Mashad Urban Railway) je o 4 linkách, dlouhých 84,5 kilometrů. Společnost, která je zodpovědná za řízení systému, se jmenuje Mashhad Urban Railway Operation Company (MUROC). 
Linka číslo 1 je LRT linka (obsluhována light railem, neboli rychlodrážní tramvají) v provozu od 21. února 2011. Základní linka má 22 stanic a je dlouhá 19,5 kilometru. Spojuje Nakhrisi na východě and Vakilabad na západě.  Od roku 2016 byla prodloužena až na Mašhadské letiště o 2 zastávky a 4,5 kilometru. Linka přibližně polovinu ujede v tunelech, druhou na povrchu.
Linka číslo dva je obsluhována metrem a je dlouhá 14,5 kilometru. Má 13 stanic a má jednu přestupní zastávku s linkou 1. Spojuje severní Koohsangi s jižním Tabarsi.
Start linky 3 byl naplánován na rok 2021 a tunely pro linku 4 čtyři se začaly kopat v roce 2019.

## Partnerská města
- Istanbul, Turecko
- Karáčí, Pákistán (květen 2012)
- Kuala Lumpur, Malajsie (2006)
- Láhaur, Pákistán (2006)
- Mazár-e Šaríf, Afghánistán
- Surabaya, Indonésie
- Urumči, ČínaGalerie

## Galerie

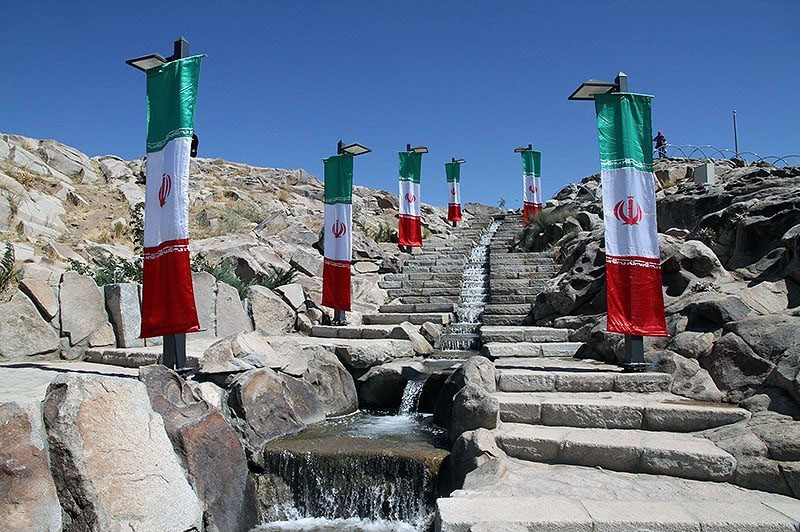
Schody s vodní kaskádou na vrchu Sangi
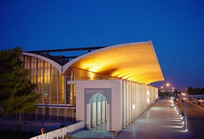
Železniční stanice Mašhad
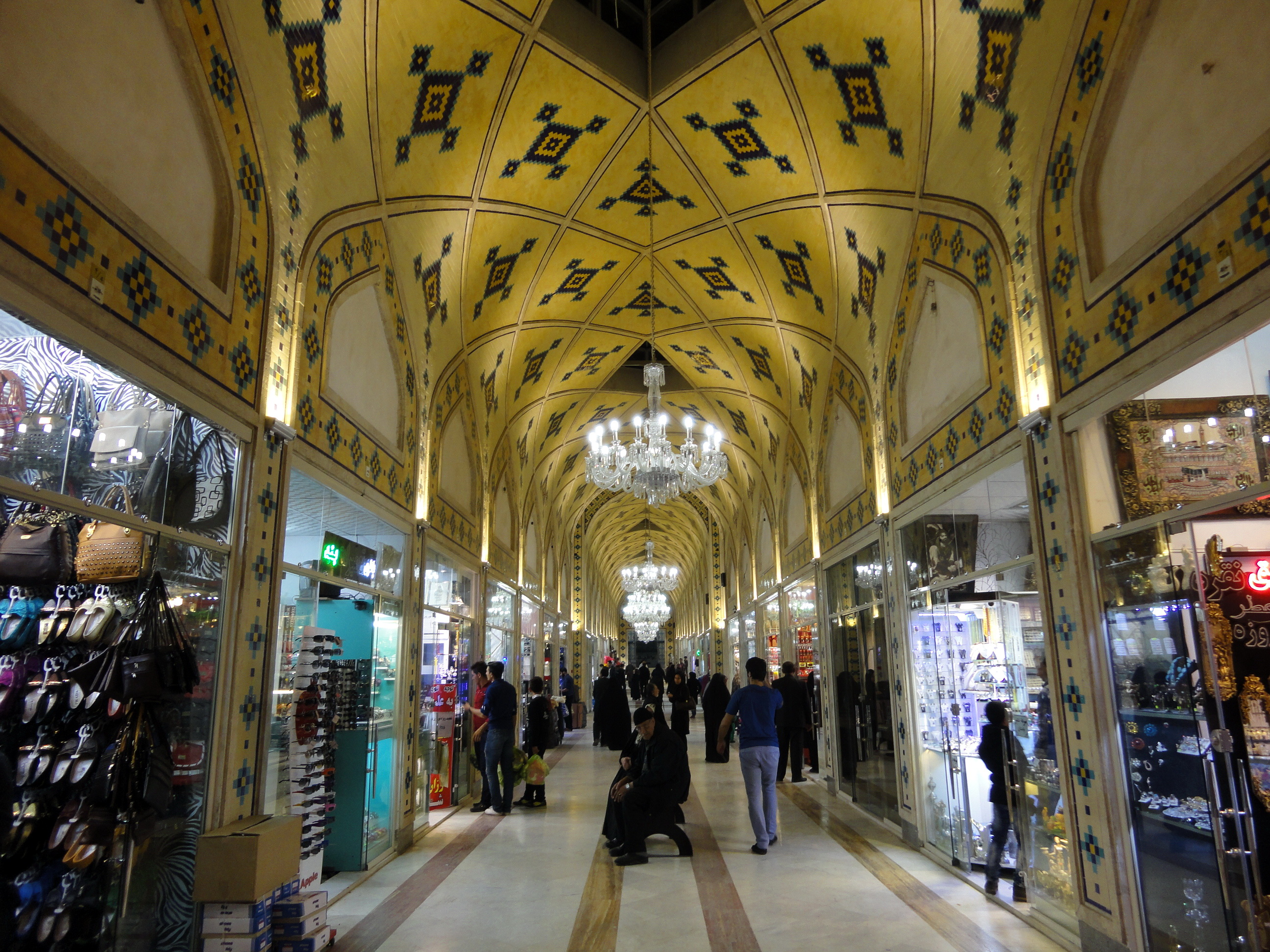
Bazar Hedajat
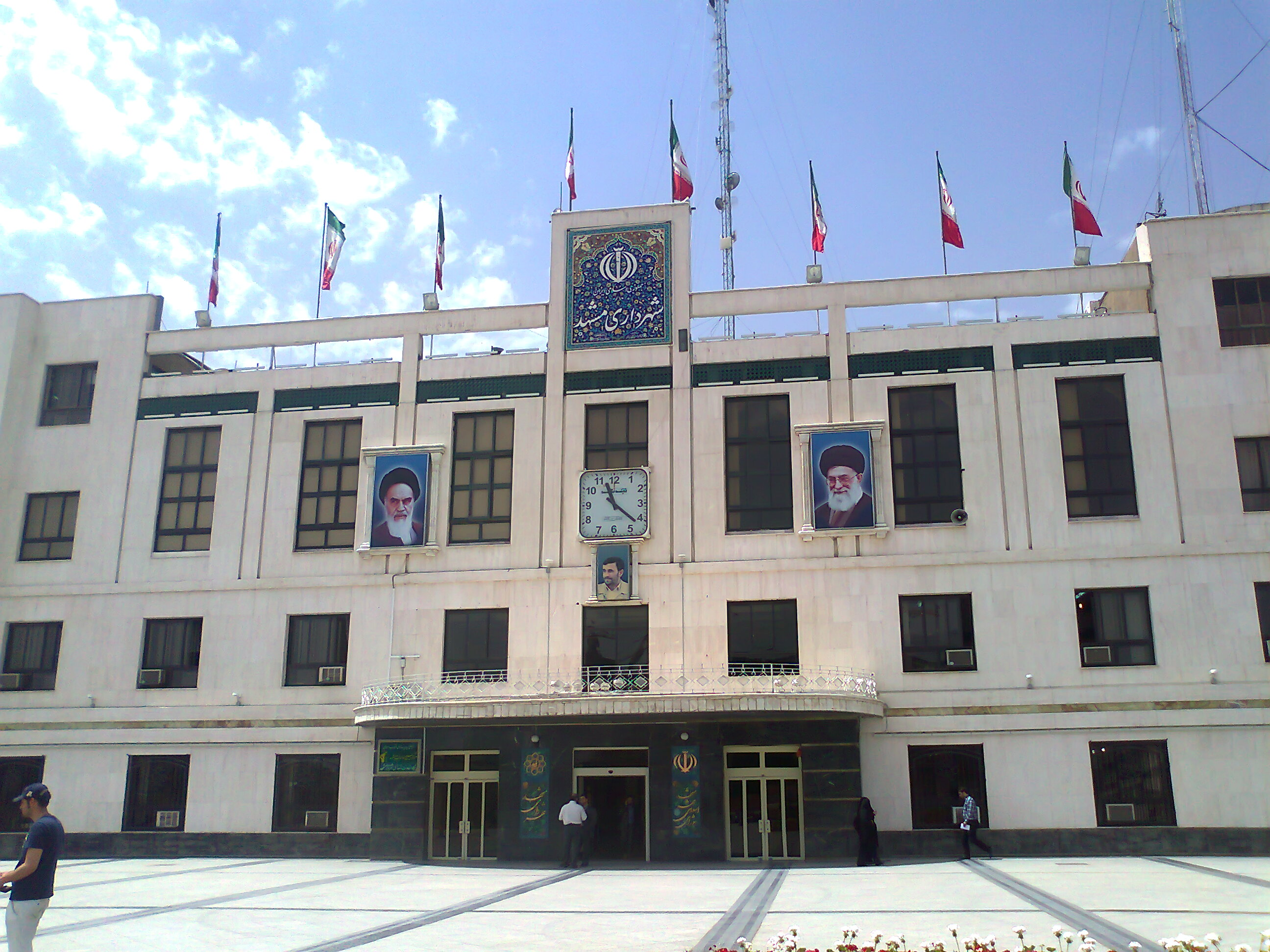
Mašhadská radnice
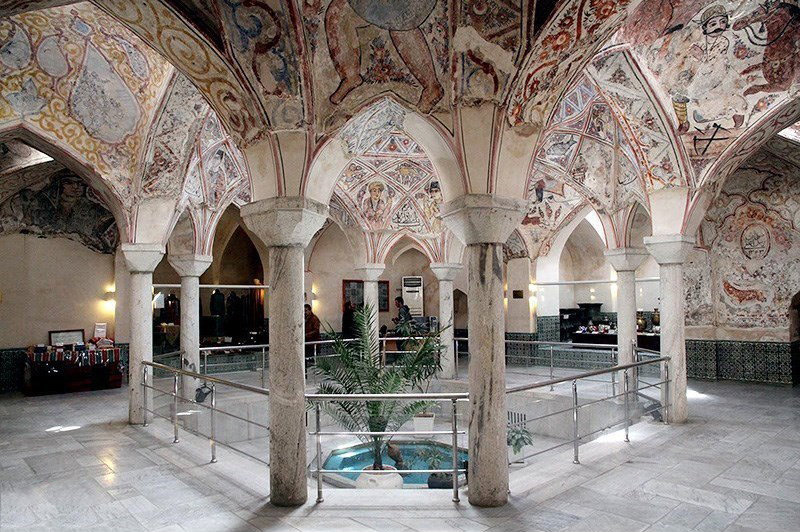
Hammam (lázně) Mehdího Kulí Bega